# Lijst van voetbalinterlands Bhutan - Pakistan (vrouwen)
Deze lijst van voetbalinterlands is een overzicht van alle officiële voetbalinterlands tussen de nationale vrouwenteams van Bhutan en Pakistan. De landen hebben tot nu toe één keer tegen elkaar gespeeld.

## Wedstrijden
| № | Plaats    | Datum            | Competitie                        | Wedstrijd         | Uitslag |
| - | --------- | ---------------- | --------------------------------- | ----------------- | ------- |
| 1 | Islamabad | 16 november 2014 | Zuid-Aziatisch kampioenschap 2014 | Pakistan − Bhutan | 4 − 1   |

## Samenvatting
| Competitie                   | Totaal gespeeld | Winst Bhutan | Gelijk | Winst Pakistan | Doelsaldo Bhutan – Pakistan |
| ---------------------------- | --------------- | ------------ | ------ | -------------- | --------------------------- |
| Zuid-Aziatisch kampioenschap | 1               | 0            | 0      | 1              | 1 − 4                       |
| Totaal                       | 1               | 0            | 0      | 1              | 1 − 4                       |